# Umaibō
Le umaibō (うまい棒, « bâton délicieux ») est un en-cas japonais en forme de barre, produit par Riska et vendu par Yaokin. Il existe de nombreuses saveurs disponibles, y compris des saveurs salées, telles que salade, mentaiko, takoyaki et fromage, et des saveurs sucrées, telles que cacao, caramel et chocolat. Des saveurs nouvelles et inhabituelles sont régulièrement introduites pour des durées limitées afin de maintenir l'intérêt et créer des tendances. La mascotte est un chat sans oreilles à tête ronde, ressemblant à Doraemon. Ce personnage est considéré comme un extraterrestre, né le 13 septembre 1978, sur une étoile dans un univers lointain. Sans nom précis, la mascotte est parfois surnommée Umaemon, un jeu de mots avec Doraemon, ainsi que Doyaemon et Umai BOY,.
Le umaibō est connu pour son prix très faible de 10 yens (environ 7 centimes d'euros en 2022), et cela explique en partie sa popularité. Après être resté stable à ce prix depuis le lancement du produit en 1979, il est annoncé en janvier 2022 que le prix passe à 12 yens, soit la première augmentation depuis plus de quarante ans

## Histoire
Le umaibō est une version repensée d'un ancien en-cas de maïs appelé « Umaimai Bar ». Le produit est lancé en juillet 1979 à son fameux prix de 10 yens l'unité, destiné à l'origine aux enfants et aux jeunes avec un petit budget, et généralement vendu dans les confiseries. Il gagne en popularité au-delà des magasins de bonbons et se vend rapidement partout, y compris dans les konbinis et les supermarchés. Des versions en sachet et en vrac sont également vite commercialisées. La politique commerciale des saveurs tournantes est un ajout précoce, avec plus de 60 saveurs différentes sorties depuis le lancement du produit. Les trois saveurs les plus populaires restent potage de maïs, fromage et mentaiko.
En 2007, la plupart des umaibō sont légèrement modifiés et deviennent plus petits et plus légers, avec 1 gramme supprimé du produit. Face aux problèmes de chaîne d'approvisionnement exacerbés par la pandémie de Covid-19 et la montée de l'inflation (10 yens de 1979 valent environ 15 yens en 2022, une baisse relative substantielle de la valeur), Yaokin augmente le prix à 12 yens en janvier 2022.
En raison de la popularité du produit, Yaokin vend également des produits dérivés arborant souvent la petite mascotte extraterrestre, tesl que des baumes à lèvres, des sels de bain, de la papeterie et une série de pachinko. En 2017, Yaokin annonce qu'Umaemon a une petite sœur nommée Umami-chan, qui est brièvement mise en avant en 2017.

## Saveurs

### Actuellement commercialisées
- Mentaiko
- Potage de maïs
- Nattō
- Fromage
- Burger teriyaki
- Salami
- Salade de légumes
- Poulet au curry
- Sauce tonkatsu
- Crevettes et mayonnaise
- Takoyaki
- Chocolat
- Nori
- Langue de bœuf
- Biscotte de sucre
- Boulettes de riz zongzi
- Yakitori

#### Uniquement dans des zones spécifiques
- Monja, tarte aux pommes (Tokyo)
- Miel (Shizuoka)
- Mentaiko (Kyūshū)
- Okonomiyaki (Kansai)
- Kiritanpo (en) (Akita)

### Commercialisées de façon discontinue
- Bonbons au caramel
- Cacao
- Kabayaki
- Saki-ika (en)
- Choikara Panchi
- Chanko au crabe
- Omuraisu
- Gyoza
- Chocolat cacahuète
- Boulette de crabe
- Mame-rikan (haricot américain)
- Boulette de riz umeboshi
- Homard rouge
- Hot-dog américain
- Boeuf marin
- Curry
- Pizza